# Декодер сигналов цветности

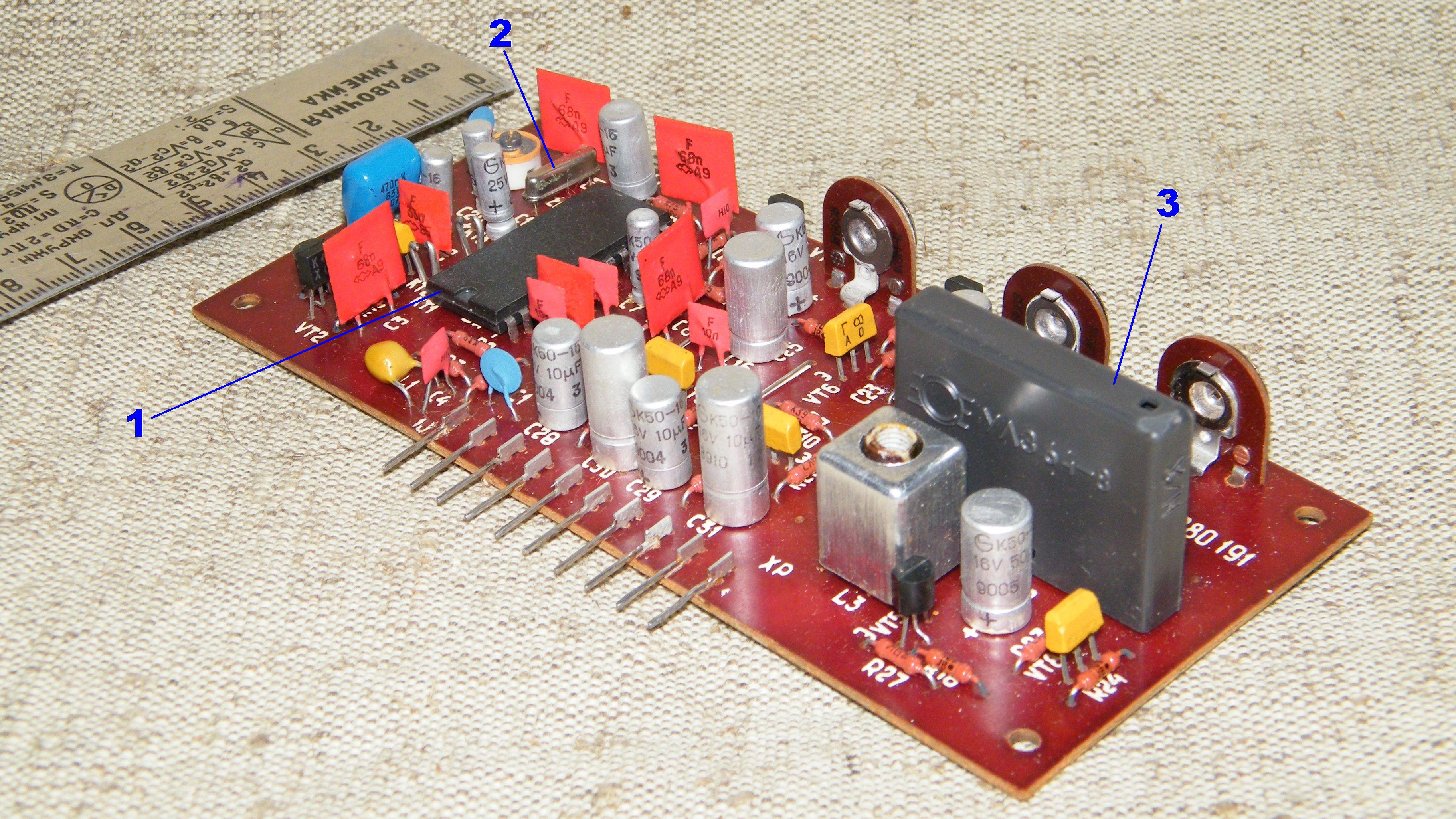
Декодер PAL для телевизоров SECAM:
1 — микросхема К174ХА28
2 — кварцевый резонатор на частоту 4,43 МГц
3 — ультразвуковая линия задержки УЛЗ-64-8
Стоимость декодера в 1990 году 120 рублей

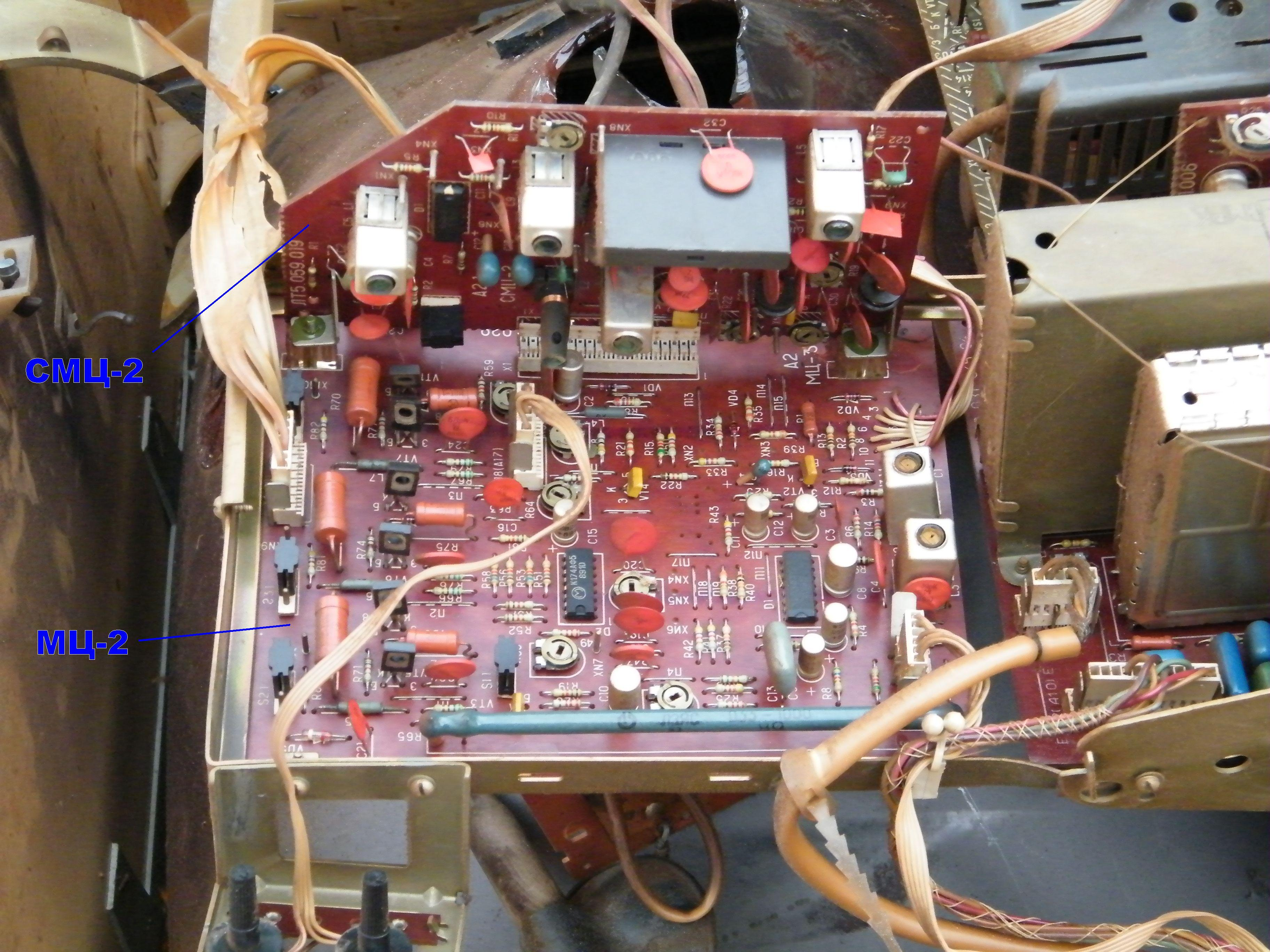
Субмодуль цветности СМЦ-2 (декодер SECAM) и модуль цветности МЦ-2 телевизора 3УСЦТ

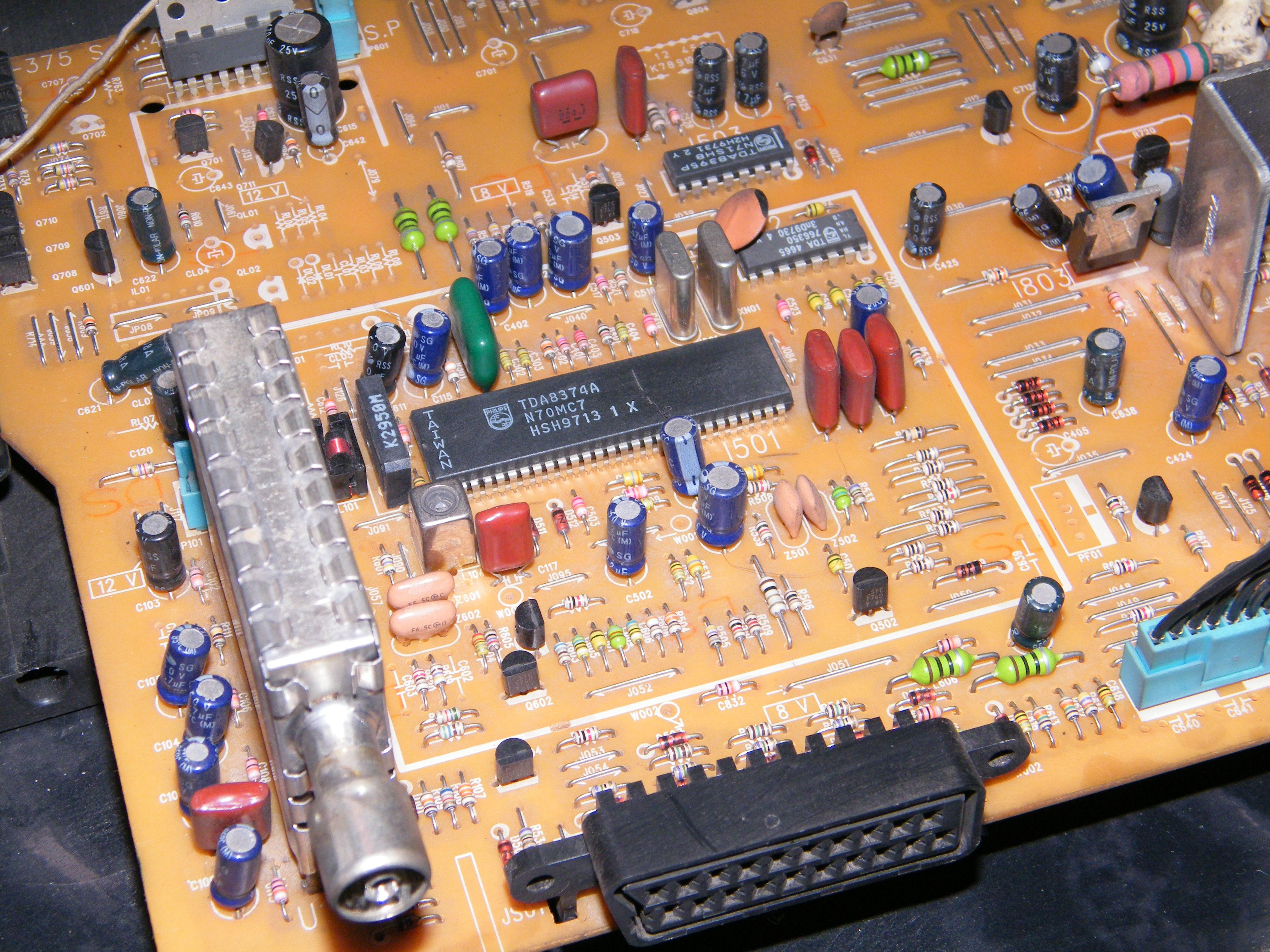
Большая интегральная микросхема обработки телевизионных сигналов TDA8374A (Philips) в телевизоре Daewoo (вторая половина 1990-х гг.). Обрабатывает три системы (PAL, SECAM и NTSC), но так как телевизор предназначен для европейского и российского рынка корректная работа с сигналом NTSC возможна только через низкочастотный вход.

Деко́дер сигна́лов цве́тности (канал цветности) — составная часть конструкции цветного телевизора аналоговых стандартов телевидения (NTSC, PAL, SECAM), преобразующая закодированную в цветном телевизионном сигнале информацию о цвете в электрические сигналы, необходимые для воспроизведения цветного изображения. Декодер является составной частью любого цветного телевизора и позволяет декодировать одну или несколько разных систем цветного телевидения. В цифровых стандартах телевидения в кодированном виде передается не только цветовая информация, но весь видеосигнал, поэтому цифровые телевизоры снабжаются более сложным декодером цифровой видеоинформации (чаще всего стандарта MPEG2), который в современных системах реализуется программно, хотя в ранних устройствах (например, Panasonic DDD) представлял собой достаточно сложный аппаратный блок.
До появления в СССР бытовых видеомагнитофонов технический термин «декодер» был знаком только специалистам и радиолюбителям. Массовое появление в конце 1980-х годов пиратских видеокопий иностранных фильмов, записанных в системах, не поддерживаемых штатным декодером советских телевизоров, привело к кустарному производству и установке дополнительных декодеров, в основном системы PAL.
Устройство, преобразующее телевизионный сигнал из одной системы цветного вещания в другую, называется транскодером.

## Общие принципы передачи информации о цвете и работы декодера сигналов цветности
В цветном телевидении информация о цвете представляется совокупностью трёх монохромных составляющих — основных цветов, получаемых в процессе цветоделения. Для совместимости с чёрно-белыми телевизионными приёмниками вместо непосредственной передачи трёх сигналов основных цветов E'R, E'G, E'B осуществляется передача сигнала яркости E'Y, соответствующего чёрно-белому изображению, и двух цветоразностных сигналов E'R—Y и E'B—Y, получаемых вычитанием сигнала яркости из сигналов красного и синего цветов. Из этих сигналов и сигнала синхронизации развёрток формируется полный цветной телевизионный сигнал (ПЦТС).
В телевизионном приёмнике для получения сигналов трёх основных цветов из ПЦТС и их усиления до уровня, достаточного для подачи на кинескоп или жидкокристаллический дисплей имеется набор устройств, включающий один или несколько каналов цветности (устройств, формирующих цветоразностные сигналы), канал яркости, матрицирующее устройство и выходные видеоусилители. Такой набор устройств может называться блоком, модулем или декодером цветности. Однако общепринято термином декодер обозначать именно устройство, формирующее из ПЦТС цветоразностные сигналы. В этом смысле термины декодер и канал цветности являются синонимами.
Телевизионный сигнал, принимаемый из эфира, либо поступающий с внешнего устройства (например, видеомагнитофона), подаётся в декодер и канал яркости. Поскольку сигнал цветности является помехой для канала яркости, а сигнал яркости — помехой для декодера, выполняется разделение сигналов с помощью фильтров. Декодер обычно содержит полосовой фильтр, а канал яркости — режекторный фильтр. При приеме телевизионного сигнала без цветовой информации декодер сигналов цветности автоматически отключается для того, чтобы на экране не возникали цветные шумы, а в канале яркости отключаются режекторные фильтры с целью передачи черно-белого изображения с максимальной четкостью.
В декодере формируются цветоразностные сигналы E'R—Y и E'B—Y. Способ формирования цветоразностных сигналов различен и зависит от использованной в декодируемом сигнале системы цветного вещания. В некоторых моделях телевизоров декодер цветности выполнялся в виде отдельной печатной платы (субмодуля).
Декодер также содержит схему, обеспечивающую его включение при появлении сигнала цветности в той системе, которую он поддерживает. Если моносистемный телевизор (например, советский телевизор с декодером SECAM) принимает «чужой» для него сигнал цветности (например, в системе PAL) — декодер не включается и зритель видит чёрно-белое изображение. Если отношение сигнал/шум принимаемого телевизионного сигнала слишком мало, например при из-за большого удаления от передающего телецентра, использования приёмной антенны с малым коэффициентом усиления или длинного антенного коаксиального кабеля, то устойчивое формирование цветоразностных сигналов становится невозможно и декодер также отключается. В декодерах SECAM и PAL сигналы включения цветности формируются устройствами цветовой синхронизации.
В канале яркости, помимо подавления сигнала цветности, также выполняется задержка сигнала для совмещения его во времени с цветоразностными сигналами, регулировка яркости и контрастности и установка в начале каждой телевизионной строки уровня напряжения, соответствующего чёрному цвету изображения (фиксация уровня чёрного), что необходимо для последующего матрицирования.
Сигнал яркости и цветоразностные сигналы поступают на матрицирующее устройство, где восстанавливается недостающий сигнал E'G—Y и формируются сигналы основных цветов E'R (красный), E'G (зелёный) и E'B (синий). Затем они усиливаются видеоусилителями и поступают на раздельные катоды электронных пушек кинескопа или на жидкокристаллическую матрицу. Если декодер выключен, на матрицирующее устройство поступает только сигнал яркости, в результате чего сигналы основных цветов имеют одинаковую величину и на экране телевизора изображение становится чёрно-белым.

## Обзор конструкций декодеров
По количеству поддерживаемых систем декодеры сигналов цветности можно разделить на:
- односистемные (или моносистемные), то есть поддерживающие только одну систему цветного телевидения, принятую для вещания в регионе выпуска. Например, в СССР выпускались декодеры только SECAM, а в Европе PAL. Такие декодеры применялись начиная с первых моделей телевизоров вплоть до моделей 1980-х годов выпуска, в том числе в большинстве советских телевизоров.
- мультисистемные, то есть поддерживающие и автоматически выбирающие одну из нескольких систем цветного телевидения. Обычно PAL/Secam, редко NTSC. Телевизоры с такими декодерами также назывались мультисистемными.

Декодеры первых моделей цветных телевизоров строились на электронных лампах, например, телевизор RCA CT-100 (1954 год), выпускаемый в США или телевизор Рекорд-101, выпускаемый в СССР (1970 год), затем на транзисторах или даже микросхемах в сочетании с электронными лампами, например декодер БЦ (транзисторы и лампы) и БЦИ-1 (транзисторы, лампы и микросхемы) для телевизоров УПИМЦТ. Такие декодеры насчитывали сотни электронных компонентов, в некоторых телевизорах (например советских, серии УЛПЦТ) значительную их часть приходилось размещать на вспомогательных платах (модулях), впаиваемых на основную плату декодера для экономии места. Кроме того, декодеры содержали множество настраиваемых компонентов, что требовало специального стенда, а декодеры PAL и SECAM использовали дорогостоящую линию задержки на длительность телевизионной строки, с отклонением не более 5 наносекунд для системы PAL.
В конце 1960-х годов начали разрабатываться микросхемы для декодеров цветности. Их применение позволило значительно сократить число электронных компонентов в декодере. Повышение уровня интеграции позволило к середине 1980-х годов создать мультисистемный декодер всего на одной микросхеме (например, TDA4555 фирмы Philips). Однако это не решило проблему сложности настройки декодера и наличия линии задержки. В связи с этим, продолжался поиск способов упрощения конструкции декодеров. Такими способами стали использование приборов с зарядовой связью (ПЗС) и применение цифровой обработки сигнала. Поскольку ПЗС может выполнять задержку сигнала, его можно использовать вместо линии задержки.
Цифровая обработка подразумевает обработку видеосигнала, оцифрованного с помощью аналого-цифрового преобразователя, при помощи математических алгоритмов. Перед подачей на видеоусилители производится обратное преобразование в аналоговый сигнал. Даже частичный переход на цифровую обработку сигналов позволяет:
- вместо линии задержки применить блок памяти на основе ОЗУ, что убирает помехи из-за отражений сигнала внутри линии задержки
- исключить перекрестные искажения «синего» и «красного» цветоразностных сигналов, возникающие при их аналоговой коммутации
- обеспечить высокую точность задержки сигнала
- исключить влияние нестабильности, присущей аналоговым схемам
- сократить число настраиваемых компонентов

Первый набор микросхем для построения декодеров с цифровой обработкой сигналов «DIGIT 2000» был разработан корпорацией ITT в 1981 году. Однако, несмотря на преимущества цифровой обработки, качество изображения, создаваемого такими микросхемами, мало отличалось от обычных аналоговых, а печатная плата с множеством переходных отверстий быстро выходила из строя с нарушением множественных соединений. Для дальнейшего повышения качества изображения требовались дополнительные методы обработки, например, конвертирование чересстрочной развёртки в прогрессивную, шумоподавление и т.д., требующие наличия в телевизоре дорогостоящего на тот момент запоминающего устройства на размер телевизионного поля. Микросхемы с поддержкой внешней памяти были созданы фирмой Philips в 1988 году. В качестве памяти использовались сдвиговые регистры на ПЗС.
К началу 2000-х годов были созданы микросхемы, объединяющие на одном кристалле декодер цветности, ОЗУ, конвертер развёртки и соотношений сторон растра, корректор чёткости цветовых переходов, шумоподавитель и схему цифрового управления по шине I²C (например, VSP 94x2A фирмы Micronas).

### Способы построения мультисистемных декодеров
На сегодняшний день существуют три основных способа создания мультисистемных декодеров:
- Декодер-конвертор с использованием принципа транскодирования[24]. Был предложен для приёма телевизорами PAL сигнала в системе SECAM. Содержит стандартный декодер PAL, перед которым включается схема, преобразующая сигнал SECAM в упрощённый сигнал PAL (псевдо-PAL)[25]. В 1981 году фирмой Motorola был разработан набор микросхем «Chroma 3», включавший комбинированный декодер PAL и NTSC и конвертер SECAM/PAL, позволяющий декодировать все 3 системы[26]. Позже похожий набор был создан фирмой Philips. Аналоги микросхем TDA3591 и TDA3562A из этого набора под обозначениями КР1021ХА3 и КР1021ХА4 были освоены советской промышленностью[27] и применялись в ряде телевизоров четвёртого поколения (4УСЦТ с модулем цветности МЦ-41, например «Электрон 51ТЦ-433Д»)[28]. Возможность декодирования системы NTSC в этих телевизорах не использовалась, за исключением экспортных моделей, производившихся для Кубы[29]. Недостатком транскодирования было двойное преобразование сигнала цветности SECAM, приводившее к его повышенным искажениям и появлению муара на изображении[30]

- Декодер с параллельными каналами цветности для разных систем. Декодер содержит несколько независимых каналов цветности. В случае опознавания одним из каналов «своей» системы цветности, он открывается, а остальные каналы блокируются, чтобы исключить взаимные искажения[31]. Такое решение применялось в телевизорах с 1980 года. Фирмой Philips производились микросхемы канала цветности PAL TDA3510 и канала цветности SECAM TDA3530. Их аналоги под обозначениями К174ХА28 и К174ХА31 применялись в советских телевизорах третьего и четвёртого поколений (например, «Рубин-Тесла Ц-392»[32] и «Рубин 51ТЦ-402Д»[33])
- Комбинированный декодер, содержащий общие для разных систем цветности узлы, с возможностью переключения режимов работы. Это наиболее прогрессивная схема декодирования, реализуемая в виде большой интегральной микросхемы (например, TDA4555 или её отечественного аналога К174ХА32 в телевизорах «Горизонт 51CTV-510»[34][35]), автоматически распознающей входную систему цветности, и переключающейся в нужный режим

## Декодеры PAL на телевизорах SECAM
В СССР регулярные передачи цветного телевидения ведутся с 1967 года по французской системе SECAM-IIIB. Советской промышленностью для внутреннего рынка производились телевизоры, поддерживавшие только систему SECAM, поскольку передачи в других системах на большей части территории страны были недоступны.
Часть граждан СССР, например проживавших в союзных республиках вблизи границы с иностранными государствами, прежде всего, в Прибалтике, могла принимать и смотреть зарубежные телепередачи в системе PAL, вещаемые с территории приграничного государства. Это такие страны, как Норвегия, Финляндия, Румыния, Турция, Иран, Пакистан, Китай, Северная Корея; части жителей Сахалинской области доступен просмотр японских телепрограмм в системе NTSC. Жители Калининграда, Западной Беларуси и Украины принимали телевидение из Польши, а в Эстонии принималось телевидение из Финляндии благодаря тому, что радиоволны распространяются через водную поверхность с весьма малым затуханием. С развитием во второй половине 1980х годов аналогового спутникового вещания был доступен и приём зарубежных спутниковых телеканалов. Подобная ситуация существует и в других странах, например в Берлине, как и во всей ГДР, телепередачи велись в системе SECAM B/G, а за «стеной», в Западном Берлине, как и в ФРГ, использовался PAL B/G. Для приёма иностранных телепрограмм надо было значительно модифицировать советский телевизор. Первое препятствие состояло в разной промежуточной частоте звука. В СССР использовалась частота 6,5 Мгц, а в Европе - 5,5. Советские телевизоры даже при настройке селектора каналов на нужный телеканал показывали изображение чёрно-белым, а вместо звука было лишь громкое шипение. Первое, что требовалось осуществить, это перестроить канал обработки звуковой поднесущей на частоту 5,5 мгц. Дальше вставал вопрос приёма изображения в цвете.
Большинство телевизоров продолжало выпускаться односистемными даже несмотря на то, что с середины 1980-х годов в них использовались микросхемы К174ХА9 и К174ХА8 для двухсистемного PAL/SECAM декодера , представлявшие собой аналоги микросхем TCA640 и TCA650 фирмы Valvo (серия телевизоров 3УСЦТ с модулями цветности МЦ-2 и МЦ-3).
После появления в СССР сначала импортных бытовых видеомагнитофонов формата VHS (а с 1984 года выпускался отечественный VHS видеомагнитофон «Электроника ВМ-12») их пользователи столкнулись с тем, что при просмотре некоторые видеокассеты на советских цветных телевизорах воспроизводятся только в чёрно-белом изображении.
Если видеозапись на кассете сделана в системе PAL (как правило, это были иностранные фильмы в основном контрафактного происхождения), то видеомагнитофон воспроизведёт телевизионный сигнал в этой же системе. Если же запись была сделана в системе SECAM (например, эфирная телепередача, или лицензионная запись советского фильма) — то видеомагнитофон воспроизведёт телевизионный сигнал в системе SECAM. Бытовые видеомагнитофоны этого периода не поддерживали транскодирование видеосигнала из одной системы в другую, модели с такой функцией появились в начале 1990-х годов, например «Panasonic AG-W3».
С теми же проблемами сталкивались владельцы привозимых в СССР иностранных домашних компьютеров и игровых приставок при попытке использовать советский односистемный телевизор в качестве монитора: видеоконтроллеры этих устройств в подавляющем большинстве случаев формировали цветной телевизионный сигнал в системе NTSC или PAL, поэтому советские телевизоры показывали черно-белое изображение.
Воспроизведение цветного изображения восстанавливалось после установки в советский цветной телевизор дополнительного декодера нужной системы. В журнале «Радио», книгах из серий «Массовая радиобиблиотека», «В помощь радиолюбителю» публиковались принципиальные схемы для самостоятельной сборки декодеров опытными радиолюбителями. Во второй половине 1980-х годов производственные кооперативы и государственные предприятия освоили массовый выпуск декодеров. Устанавливались декодеры и настраивались телевизоры самостоятельно, телемастерами, кооперативами или телеателье.
Иногда можно встретить название «декодер PAL-SECAM» (как правило, в статьях рекламного содержания), что технически некорректно, так как устанавливаемые изделия не производили транскодирование сигнала PAL в сигнал SECAM, а декодеры SECAM (субмодули цветности) уже имелись в телевизорах.
К концу 1980-х годов советская радиоэлектронная промышленность освоила выпуск мультисистемных телевизоров четвёртого поколения (4УСЦТ), а в 1990-е годы в продаже появились импортные цветные телевизоры. Старые советские модели (УПИМЦТ, 2УСЦТ, 3УСЦТ) изнашивались и постепенно выходили из строя, становясь достоянием истории.

### Подключение декодера PAL к телевизору
Продававшиеся в СССР декодеры PAL подключались заменяя декодер SECAM (субмодуль в блоке цветноти, выглядело - как доп карту в современном компьютере вынуть-вставить, унифицированный разъем). Сложность такого подключения состояла в том, что декодеры цветности разных серий советских телевизоров существенно отличались по техническим характеристикам. Например, отличались напряжения питания, амплитуда и полярность цветоразностных сигналов, амплитуда и форма требуемых импульсов SSC, кадровых и строчных синхроимпульсов, способ выключения цвета. Не все продававшиеся декодеры были совместимы с любой моделью телевизора. Почти всегда требовалась дополнительная доработка модуля цветности телевизора, установка согласующих цепей, позволявших приводить к требуемым значениям амплитуду и полярность цветоразностных сигналов, формировать недостающие импульсы для работы схем цветовой синхронизации и опознавания, а также выполнять коммутацию сигналов. К продававшимся декодерам прикладывались инструкции по установке и доработке распространённых модулей цветности разных поколений телевизоров. В дальнейшем такие цепи стали устанавливаться на плате декодера PAL. Наибольших трудозатрат и доработок требовала установка декодера в лампово-полупроводниковые телевизоры УЛПЦТ(И) серии 7хх.
Печатная плата декодера PAL крепилась внутри корпуса телевизора и соединялась по прилагаемой схеме проводами с модулем (блоком) цветности. Для удобства монтажа (и демонтажа при необходимости) подключение происходило также через электрический разъём.
Электронные ключи (на транзисторах, микросхемах или реле) отключали декодер SECAM во время приёма сигнала в системе PAL.
На телевизоры, предназначенные для совместной работы с видеомагнитофоном, иногда устанавливалось устройство сопряжения, позволявшее подавать сигнал с видеомагнитофона не только через радиочастотный модулятор на антенный вход, но и напрямую через низкочастотные разъёмы «тюльпан», «DIN» или «SCART». В этот режим просмотра телевизор переключался отдельной кнопкой, одновременно отключался модуль радиоканала и мог отключаться декодер SECAM (чтобы не налаживать автоматическое переключение PAL-SECAM, если на телевизоре просматривались только копии иностранных фильмов в видеосалонах).

## Транскодирование
Транскодеры используются, главным образом, для преобразования системы кодирования цветности при трансляции программ, произведённых в системе, не соответствующей принятой на данной территории вещания. Транскодер представляет собой комбинацию из декодера и кодирующего устройства, включенных последовательно. Декодер разделяет полный цветной телевизионный сигнал на сигнал яркости и цветоразностные сигналы, а кодер заново кодирует их в телевизионный сигнал, используя другую систему кодирования.
В связи с тем, что с середины 1990-х годов профессиональное видеооборудование для системы SECAM нигде в мире практически не производится, видеопроизводство повсеместно осуществляется в системе PAL со стандартом разложения 625/50, принятым на территории стран, вещающих в системе SECAM. При трансляции готовой программы в эфир телевизионный сигнал транскодируется в систему SECAM. Такая технология применяется на большинстве российских телеканалов из-за отсутствия современного оборудования для производства по системе SECAM, несмотря на незначительные потери качества изображения. Видеопроизводство в «родной» системе было бы невозможно даже при использовании сохранившихся передающих камер SECAM, поскольку обработка видеосигнала требует множества стадий, современное оборудование для выполнения которых выпускается только с поддержкой систем PAL и NTSC. Это относится к видеомагнитофонам, видеомикшерам и многим другим устройствам. Неоднократно ставился вопрос о переходе телевизионного вещания в России на систему PAL, но наличие огромного парка телевизионных приёмников, не поддерживающих эту систему, делает такой переход невозможным. Кроме того, наступление цифрового телевидения, основанного на других принципах и стандартах, снимает актуальность проблемы.

## Декодеры SECAM на телевизорах NTSC
На некоторых ввозимых в Россию подержанных японских автомобилях установлены телевизоры, предназначенные, естественно, для системы NTSC, также в 1990-е годы в частном порядке на Дальний Восток ввозились подержанные японские телевизоры. Новые владельцы, разумеется, желают адаптировать их под российский телевизионный стандарт и систему цветности. В телевизоры встраиваются декодеры SECAM, подстраивается канал звукового сопровождения, кадровая и строчная развёртка и другие параметры. Количество перенастраиваемых телевизоров невелико, явление носит случайный характер, изготовление декодеров и переделка телевизоров выполняется, как правило, кустарно, опытными радиолюбителями или телемастерскими.